# Leptobatopsis appendiculata
Leptobatopsis appendiculata là một loài tò vò trong họ Ichneumonidae.